# Kompleks Ateny
Kompleks Ateny − w psychoanalizie pojęciem tym określa się postawę kobiety polegającą na identyfikacji z męską psychiką oraz męskim stylem bycia. Powstaje, gdy córka nadmiernie utożsamia się z ojcem.
Antycznym prawzorem jest Atena, grecka bogini słusznej wojny, pokoju, mądrości i sztuki oraz opiekunka miasta Ateny. Była córką boga Zeusa - najważniejszego ze wszystkich greckich bogów.   